# アメリカ北方軍
アメリカ北方軍（アメリカほっぽうぐん、英語：United States Northern Command、略称：USNORTHCOM）は、アメリカ合衆国軍の統合軍のうちの1つ。北アメリカ地域を担当する地域別統合軍であり、通称はNORTHCOM。現任司令官はグレン・D・ヴァンヘルク空軍大将。

## 概要
設置は2002年10月1日。2001年9月11日の同時多発テロによりアメリカ合衆国本土防衛の必要性・重要性が再認識されたことに伴って設置された。主任務はアメリカ本土の防衛であり、特に防空に関してはアメリカとカナダが共同で運営している北アメリカ航空宇宙防衛司令部（NORAD）と作戦調整を行うこととなっている。北方軍とNORADの司令部はコロラド州ピーターソン空軍基地に同居しており、また北方軍司令官はNORAD司令官を兼任している。北方軍の担当する国は、カナダ、アメリカ、メキシコの3カ国のみである。
アメリカ本土にいる部隊のほとんどは、統合戦力軍（現在は廃止）やインド太平洋軍など他の統合軍に所属しているため、保有している常備兵力は統合軍の中では最も少ない。必要に応じて、他統合軍所属の本土所在部隊についても指揮権を発動する場合がある。下位の統合軍組織として北方統合任務部隊（JTF North）、首都地域統合部隊司令部（JFHQ-NCR）、アラスカ統合任務部隊（JTF-AK）が編制されている。

## 編制

統合軍の地域管轄地図 紫がアメリカ北方軍

### 構成部隊
- アメリカ北方陸軍（USARNORTH）
  - 第5軍
- アメリカ北方空軍（AFNORTH）
  - 第1空軍
- アメリカ北方海兵隊（MARFORNORTH）

### 隷下地域／機能別統合部隊
- 北方統合任務部隊（JTF North）
  - 首都地域統合部隊司令部（JFHQ-NCR）
  - 陸軍ワシントン地区隊（MDW/JFLCC）
  - 海軍ワシントン地区隊（NDW/JFMCC）
  - 空軍ワシントン地区隊（AFDW/JFACC）
- アラスカ統合任務部隊（JTF-AK
- 在北方特殊作戦軍（SOCNORTH）：北方軍において特殊作戦を管轄する部隊。

## 歴代司令官
| 代 | 写真 | 氏名                                                                    | 軍種 | 着任            | 離任           |
| -- | ---- | ----------------------------------------------------------------------- | ---- | --------------- | -------------- |
| 1  |      | ラルフ・エバーハート空軍大将 en:Ralph Eberhart                          | 空軍 | 2002年 10月22日 | 2004年 11月5日 |
| 2  |      | ティモシー・キーティング海軍大将 en:Timothy J. Keating                  | 海軍 | 2004年 11月5日  | 2007年 3月23日 |
| 3  |      | ヴィクター・レニュアート・ジュニア空軍大将 en:Victor E. Renuart, Jr.    | 空軍 | 2007年 3月23日  | 2010年 5月19日 |
| 4  |      | ジェームズ・ウィニフェルド・ジュニア海軍大将 en:James A. Winnefeld, Jr. | 海軍 | 2010年 5月19日  | 2011年 8月3日  |
| 5  |      | チャールズ・H・ジャコビー・ジュニア陸軍大将 en:Charles H. Jacoby, Jr.   | 陸軍 | 2011年 8月3日   | 2014年 12月5日 |
| 6  |      | ウィリアム・E・ゴートニ―海軍大将 en:William_E._Gortney                  | 海軍 | 2014年 12月5日  | 2016年 5月13日 |
| 7  |      | ローリ・J・ロビンソン空軍大将 Lori J. Robinson                          | 空軍 | 2016年 5月13日  | 2018年 5月24日 |
| 8  |      | テレンス・J・オショネシー空軍大将 en:Terrence J. O'Shaughnessy          | 空軍 | 2018年 5月24日  | 2020年 8月20日 |
| 9  |      | グレン・D・ヴァンヘルク空軍大将 en:Glen D. VanHerck                     | 空軍 | 2020年 8月20日  |                |